# 20595 Ryanwisnoski
A 20595 Ryanwisnoski (ideiglenes jelöléssel 1999 RT188) a Naprendszer kisbolygóövében található aszteroida. A LINEAR projekt keretében fedezték fel 1999. szeptember 9-én.